# Dewey Bunnell
Lee Martin Bunnell (Harrogate, 19 de janeiro de 1952), mais conhecido como Dewey Bunnell, é um músico, cantor, guitarrista e compositor anglo-americano, mais conhecido como membro fundador da banda de folk rock America.

## Biografia e carreira
Bunnell nasceu em Harrogate, Yorkshire, Inglaterra, filho de pai militar americano, que trabalhava na base da Força Aérea dos Estados Unidos em RAF South Ruislip, e sua esposa inglesa. Como um jovem músico, Bunnell se inspirou nos Beatles e nos Beach Boys.
Enquanto estudava na London Central High School, na Inglaterra, ele conheceu Gerry Beckley e Dan Peek. Após uma tentativa inicial de formar uma banda no final dos anos 1960, o trio formou a America em 1969 e lançou seu primeiro álbum em 1971.
Assim como os outros membros, Bunnell compunha, cantava e tocava guitarra. Suas composições mais conhecidas incluem "A Horse with No Name", "Ventura Highway" e "Tin Man". Ele explicou que "A Horse with No Name" era "uma metáfora para um veículo para fugir da confusão da vida para um lugar tranquilo e pacífico", enquanto "Sandman" foi inspirada por suas conversas casuais com veteranos da Guerra do Vietnã que retornavam. Com medo de serem atacados e mortos durante o sono, muitos deles optaram por ficar acordados o maior tempo possível, naturalmente ou com medicamentos. Portanto, eles estavam "fugindo do Sandman".
Em 1973 mudou-se para o Condado de Marin, Califórnia, com sua então esposa, Vivien. Eles tiveram dois filhos, Dylan e Lauren. Os dois se divorciaram em 1999 e ele se casou com Penny em 2002. Ele então adotou legalmente a filha de Penny, Destry. O casal divide seu tempo entre casas em Palos Verdes e no norte de Wisconsin, onde Penny nasceu.
Bunnell ainda é membro da America, junto com o outro membro fundador, Gerry Beckley. A America fez mais de 20 álbuns de material original, junto com uma série de compilações de sucessos, entre os anos 1960 e o presente. Em 2002, a banda lançou um álbum de férias intitulado, Holiday Harmony. O grupo ganhou uma estrela na Calçada da Fama de Hollywood em fevereiro de 2012. O álbum mais recente da banda, Lost & Found, foi lançado oficialmente em 5 de maio de 2015, contendo faixas inéditas gravadas entre 2002 e 2010.